# Molletjesveer
Molletjesveer is een buurtschap in de gemeente Zaanstad, in de Nederlandse provincie Noord-Holland. Het valt formeel onder het dorp Westknollendam
Het Molletjesveer staat nu bij velen bekend als het bedrijventerrein in Westknollendam, ten oosten van de Nauernasche Vaart en ten westen van de provinciale weg N246 Westzaan - West-Graftdijk.
Het industriegebied ontleent zijn naam aan het veer over de Nauernasche Vaart, tussen de huidige straat Molletjesveer en de Taandijk. Eerst was het veer een roeiboot en later een trekpont. De noodzaak tot overvaart ontstond sinds het graven van de Nauernasche Vaart en het octrooi voor het overzetten van voetgangers dateerde van 24 november 1634. Najaar 1968 werd de pont uit de vaart genomen. Nu is het een zelfbedienings veer geworden dat opgenomen is in de Pontjesroute. De naam is waarschijnlijk terug te voeren naar een veerman met de naam Mol. Andere overzetters waren onder andere Maarten van der Woude, Siem Wouda en Jaap Prins. Het veer was bestemd voor voetgangers en vee en functioneerde van 1634 tot de jaren 50 van de twintigste eeuw. Het veerhuis stond aan de kant van Krommeniedijk. De oude naam voor "Molletjesveer" luidt "Moltjesveer", conform de Zaanse uitspraak.
Molletjesveer ligt van oorsprong in de polder Noorderveld maar werd in de jaren 50 afgescheiden van het grootste deel hiervan door de provinciale weg die erdoorheen werd gelegd. Het deel van de polder dat aan de kant lag van Molletjesveer nam deze naam langzaam over. In de jaren zeventig werden de weilanden industrieterrein, dat ook Molletjesveer werd genoemd.
Omstreeks 2000 is het Noorderveld ook bedrijventerrein geworden. Vreemd genoeg is een deel hiervan Molletjesveer genoemd en draagt het oorspronkelijke Molletjesveer nu de naam Molletjesveer II.